# Baron Karl

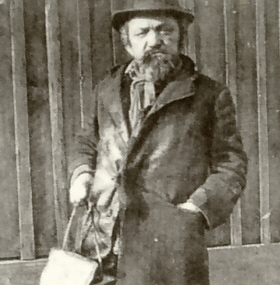
Baron Karl

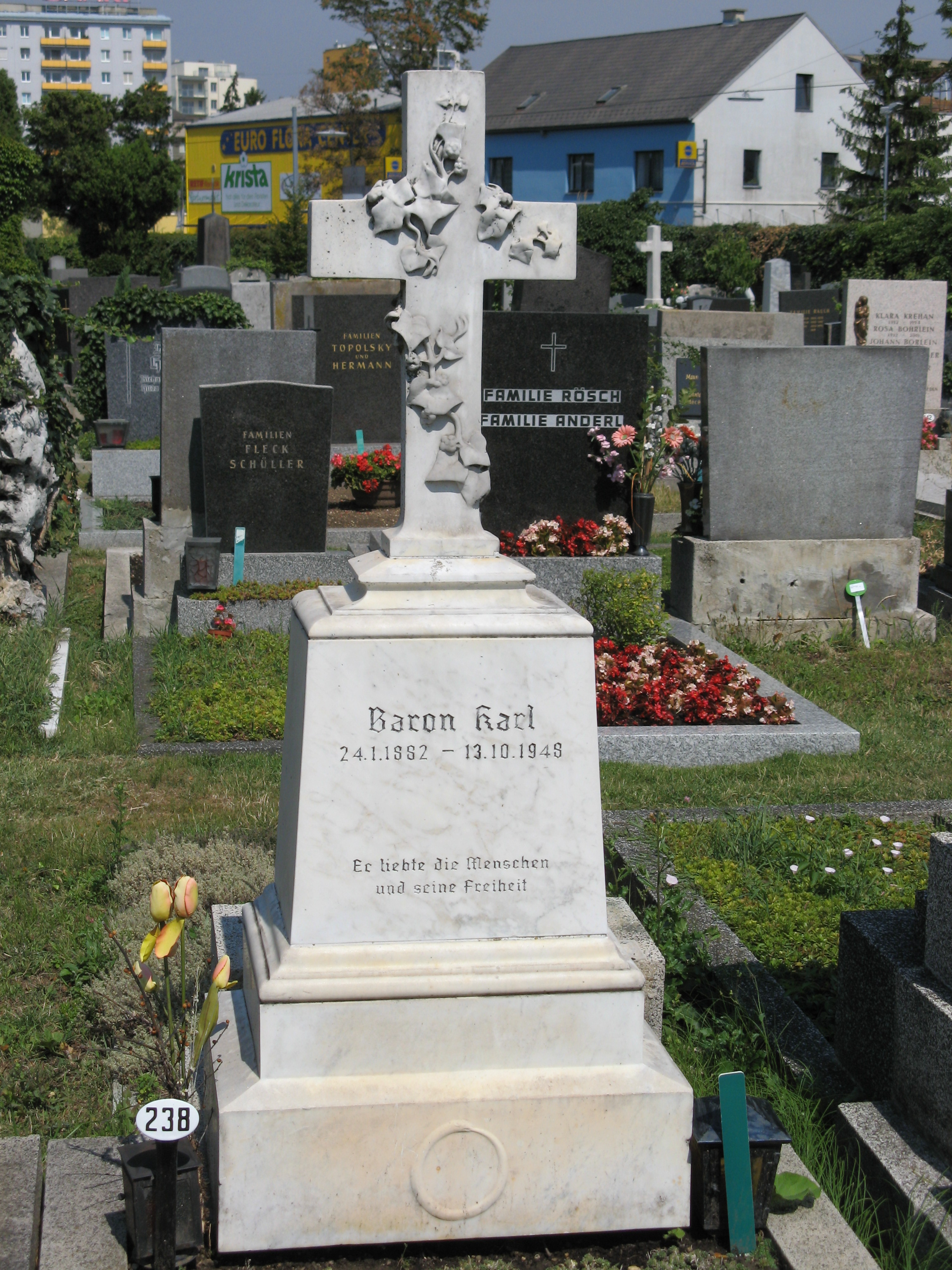
Grab von Baron Karl auf dem Evangelischen Friedhof Matzleinsdorf

Baron Karl (* 24. Jänner 1882 in Slanik; † 13. Oktober 1948 in Wien; auch: Baronkarl) war ein bekanntes Wiener Original.

## Leben
Karl Baron, der von allen nur Baron Karl genannt wurde, war ein stadtbekanntes Wiener Original. Besonders in seinem Heimatbezirk Favoriten genoss er großes Ansehen, obwohl er eigentlich ein sogenannter „Sandler“, also ein obdachloser Stadtstreicher war. Besonders in der Zwischenkriegszeit und nach dem Zweiten Weltkrieg wurde er berühmt. Zahlreiche Anekdoten und Erzählungen über ihn machen es schwer, Tatsächliches von Erfundenem zu unterscheiden. Er soll ein ausgeprägtes soziales Mitgefühl besessen haben. Der Baron Karl starb durch einen Verkehrsunfall, als er 1948 von einem Auto überfahren wurde. Er wurde zunächst auf dem Wiener Zentralfriedhof beigesetzt. Bei seinem Begräbnis sollen tausende Menschen anwesend gewesen sein. Seit 1995 ist sein Grab auf dem Matzleinsdorfer Evangelischen Friedhof (Gruppe 15, Nr. 238).

## Wirkung
Aufgrund der mündlichen Überlieferungen hat der Autor Peter Henisch den Baron Karl zum Helden eines seiner Bücher gemacht. 1995 wurde die Baron-Karl-Gasse in Favoriten nach ihm benannt.

## Operette
Am 1. September 2021 wurde die „erste Wiener Sandler-Operette“ über Baron Karl im Wiener Metropol uraufgeführt (Regie und Buch: Robert Persché; Musik, Text und Buch: Nino Holm; Idee: Peter Steinbach).
Vorlage für das Textbuch sind die ihn betreffenden Teile des Buchs von Peter Henisch, daher endet die Operette mit der Beerdigung auf dem Zentralfriedhof.